# تدی پیلت
تئودور «تدی» پیلت (فرانسوی: Theodore "Teddy" Pilette‎؛ زادهٔ ۲۶ ژوئیهٔ ۱۹۴۲ در بروکسل) رانندهٔ سابق مسابقات اتومبیل‌رانی اهل بلژیک است که در فصل ۱۹۷۴، و دوباره در فصل ۱۹۷۷ در مجموع در چهار گراند پری از مسابقات جهانی فرمول یک شرکت کرد، اما موفق به کسب هیچ امتیازی نشد.